# جون بول سكوت
جون بول سكوت (بالإنجليزية: John Paul Scott) ولد (3 يناير 1927 - وتوفي 22 فبراير 1987) هو مجرم أمريكيًا يُشار إليه عادة باعتباره الهارب الوحيد من سجن ألكاتراز الفيدرالي حيث وصل عند محاولته الفرار من الجزيرة إلى شواطئ سان فرانسيسكو مستعينا بالسباحة فقط. وقد تم القبض عليه على الفور تقريبا.

## في السجن
أرسل سكوت إلى جزيرة ألكتراز في عام 1959، وحصل على رقم السجين عدد # AZ2403. بعد قضاء فترة في السجن وفي مساء يوم 16 ديسمبر 1962، حاول الشاب البالغ من العمر 35 عامًا الفرار من الجزيرة، رفقة زميله في السجن دارل لي باركر البالغ من العمر 31 عامًا (السجين # 1413-AZ)، سارق وخاطف مدان محكوم عليه بالسجن لمدة 50 عامًا. خلال العمل في المطبخ، بدأ الثنائي في غرفة تخزين أسفل المطبخ باختراق قضبان إحدى النوافذ وتسلقوا على إثره الحبل وصولا إلى الماء. حاولوا بعد ذلك أن يطفووا نحو شواطئ سان فرانسيسكو التي تبعد ما يقارب 1.4 ميل. بالاستعانة بما يدعى أجنحة ماء كانا قد صنعاها باللجوء إلى قفازات مطاطية مسروقة وباءت الطريقة في النهاية بالفشل. لوحظ الهروب في الساعة 5:47 صباحًا وكان على «باركر» أن يستسلم بعد فترة قصيرة بسبب كسره كاحله أثناء الهروب. تم القبض عليه فقط بعد عشرين دقيقة من اكتشاف الهروب، على إحدى الصخور الموجودة بالكاتراز الصغيرة، التي تقع على بعد 100 ياردة من جزيرة الكاتراز.
على الرغم من تواصل جهود خفر السواحل الرامية للبحث عن «سكوت» في الخليج، إلا أنهم فشلوا في العثور عليه. تاليا وفي الساعة 7:40 صباحًا تلقت شرطة بريسيديو العسكرية مكالمة من أحد المراهقين يعلمهم فيها بأنه وجد رجلاً فاقد الوعي في فورت بوينت أسفل جسر البوابة الذهبية. أثبت فيما بعد أن الرجل هو «جون بول سكوت»، الذي كان يعاني من انخفاض حرارة الجسم والإرهاق. بعد أن قذف به من قبل المد والجزر إلى هذا الموقع، على بعد حوالي 3 أميال من ألكاتراز. تلقى سكوت العناية الصحية في مستشفى ليترمان العام، ثم أعيد على الفور إلى ألكاتراز.
المفارقة أنه كان يبدو دائما من المستحيل لما كان الهروب من الكاتراز بالسباحة. حيث تبلغ درجة حرارة المياه الموسمية في الخليج حوالي 53 درجة فهرنهايت (12 درجة مئوية) في ديسمبر ويمكن أن يتجاوز التيار 6 عقد. بالإضافة إلى تواجد أعداد كبيرة من القرش الأبيض الكبير والصخور الحادة المنتشرة في أرجاء الخليج، تاريخيا أحبطت معظم محاولات الهروب من السجن. فعندما فرّ فرانك موريس وإخوانه جون وكلارنس أنجلين واختفوا قبل نصف عام، قال مسؤولو السجن إنهم غرقوا على الأرجح على الرغم من أن مكتب التحقيقات الفيدرالي ذكرهم في عداد المفقودين فقط. اخترق «سكوت» هذا الحاجز. ليثبت في سابقة هي الأولى من نوعها أن السجين يمكن أن يهرب من ألكتراز (ولو مؤقتًا) عن طريق السباحة فقط.

## حياته اللاحقة
بعد إغلاق ألكتراز، نُقل سكوت أولاً إلى ليفنوورث ثم إلى سجن في ماريون، بإلينوي، حيث سجلت محاولة هروب أخرى له. نقل السجين مرة ثانية ليمضى عدة سنوات في سجن أوك بارك هايتس في مينيسوتا. انتهت رحلة «سكوت» داخل السجون بوفاته في عام 1987 في مؤسسة الإصلاحيات الفيدرالية، تالاهاسي، فلوريدا. ليوافيه الأجل دون أن يبصر الحرية.